# Etienne Van Vaerenbergh
Etienne Van Vaerenbergh (Liedekerke, 22 mei 1944) is een Belgisch Vlaamsgezind politicus uit de provincie Vlaams-Brabant.

## Levensloop
Na zijn humaniora aan het Heilig-Hartcollege (Ganshoren) studeerde hij moderne geschiedenis  en behaalde in 1968 een doctoraat in de rechten en licenties in notariaat, politieke en sociale wetenschappen en criminologie aan de Katholieke Universiteit Leuven, waar hij in de periode van 'Leuven Vlaams' aangetrokken werd tot de Vlaamse Beweging. Hij was als adolescent al lid van de Volksunie. Ook werd hij actief in verschillende Vlaamsgezinde verenigingen.
Eerst werd hij advocaat aan het Hof van Beroep in Brussel, waarna Van Vaerenbergh een advocatenpraktijk begon in Lennik.
In 2010 werd zijn dochter Kristien Van Vaerenbergh verkozen tot Kamerlid.

### Politieke carrière in Lennik en omstreken
In 1977 voor het eerst als gemeenteraadslid verkozen, werd Van Vaerenbergh in 1983 vanop een lokale kartellijst burgemeester en bleef hij dit tot in 1994. Hoewel hij noch in 1982 noch in 1988 lijsttrekker was, haalde hij toch de meeste voorkeurstemmen en werd hij zo de Lennikse burgemeester.
Na een oppositieperiode van zes jaar was hij sinds 2000 opnieuw aan het bestuur, eerst van 2001 tot 2006 eerste schepen, daarna vanaf 2007 als OCMW-voorzitter in een ongewone combinatie met schepenbevoegdheden als openbare werken en mobiliteit, welzijn, toerisme en betrekkingen met verenigingen van gemeenten.
Onder zijn bestuur kreeg Lennik onder meer zijn herkenningspunt: het monument voor het Brabants Trekpaard 'Prins', de gemeentelijke bibliotheek, de brandweerkazerne, de verzustering met het Italiaanse Arconate, de aanleg van het Masiusplein, de herinrichting en vernieuwing van de Markt, de fietsverbinding 'Oude Tramweg', en werden tal van gemeentelijke gebouwen gerenoveerd en wegen vernieuwd. Voor het eerst was er een sociaal beleidsplan en een toerismebeleidsplan in Lennik, en hij voerde het omvangrijk gemeentelijk globaal mobiliteitsplan uit - een pionierswerk voor een kleine gemeente - in samenwerking met het Vlaams Gewest, aangezien het centrum van Lennik wordt doorkruist door de gewestweg N282. Als OCMW-voorzitter bracht hij de verdubbeling van het aantal serviceflats tot realisatie en nam hij diverse initiatieven voor sociale huurwoningen.
Etienne Van Vaerenbergh is stichtend voorzitter van LENNIK2000, sinds 1994 een lokaal kartel met (ex-)VU'ers en onafhankelijken, tot in 2006 ook met socialisten, die in Lennik weinig politiek succes hadden. Aanvankelijk hadden de lokale Volksunie-afdeling en LENNIK 2000 elk hun eigen eetfestijn en infoblad, maar rond 2004, drie jaar na de ontbinding van de nationale moederpartij, ging VU-Lennik op in de open Lennikse lijst. In 2012 ging LENNIK 2000, intussen omgedoopt tot LENNIK Kwadraat, een kartel aan met de in 2011 opgerichte plaatselijke N-VA-afdeling.
Onder impuls van Van Vaerenbergh haalde de kleine gemeente Lennik meermaals het nationale nieuws, omdat ze de hogere overheid voor de rechtbank daagde wanneer haar belangen geschaad werden, een voortrekkersrol voor andere Vlaamse gemeenten. Van Vaerenbergh kreeg dit zelfs gedaan van het gemeentebestuur toen hij zelf in de oppositie zat.
Onder leiding van Van Vaerenbergh bracht de plaatselijke VU-afdeling het tot tweede grootste partij in Lennik. Ook was hij een van de grote stemmentrekkers van de gemeente en haalde hij bij de gemeenteraadsverkiezingen telkens veel voorkeurstemmen.
Met het succes van de bloeiende VU-afdeling in Lennik werd ook de VU-aanhang in de streek en het arrondissement logistiek en organisatorisch ondersteund. Tot aan de Vlaamse Parlementsverkiezingen van 1995 was de VU onder zijn lijsttrekkerschap de derde partij in het kieskanton Lennik. Hetzelfde gebeurde bij de provincieraadsverkiezingen van 1994, waarvoor hij lijstduwer was.
In 2007 nam Van Vaerenbergh ontslag als stemgerechtigd gemeenteraadslid, al bleef hij bij de gemeenteraad betrokken als OCMW-voorzitter/schepen met volwaardig spreekrecht, en maakte zo ruimte voor vernieuwing: hij werd opgevolgd door een jonge vrouwelijke nieuwkomer van negentien jaar. Hij bleef schepen tot in 2012.
Bij de gemeenteraadsverkiezingen van 2012 stelde Van Vaerenbergh zich niet meer verkiesbaar.
Hij werd wel opgenomen in de verkiezingscampagne en bleef politiek actief als voorzitter van Lennik Kwadraat.
Begin 2013 werd Etienne Van Vaerenbergh door de Lennikse gemeenteraad unaniem voorgedragen voor de titel van ereburgemeester, een titel die hij nu mag voeren.

### Sociaal werk
Van Vaerenbergh was ook oprichter en voorzitter van een twintigtal organisaties in de socioculturele en welzijnssector. Hij was betrokken bij de oprichting van het Vlaams Neutraal Ziekenfonds, het huidige Neutraal Ziekenfonds Vlaanderen en medestichter van de Onafhankelijke Thuiszorg Vereniging (OTV), en van het cultuurfonds Rodenbachfonds / Federatie van Vlaamse Kringen.
In het Pajottenland en Halle-Vilvoorde, als streek vaak stiefmoederlijk behandeld door de nationale en provinciale hoofdsteden, wilde hij iets doen aan het schrijnende tekort aan welzijnsdiensten.
Vanuit de moedervereniging Vlaamse Kring Lennik vzw richtte hij voor de regio zo onafhankelijke diensten en centra op voor gezins- en bejaardenhulp en thuiszorg (Pajottenlands Centrum), maatschappelijk werk en algemeen welzijnswerk (CMW, CAW), kinderopvangvoorzieningen (PAVOK, de grootste dienst voor onthaalouders in Vlaams-Brabant), jeugdvakantiewerking (Panta Rhei, SportArk, Ratjetoe), en tevens vorming en beroepsopleiding voor enkele van deze welzijnssectoren (VIAC). Sommige organisaties hebben een nationale werking.
In 2007 beheerde hij ruim twintig vzw's met een gezamenlijk personeelsbestand van 250 werknemers. Het bracht hem jaarlijks in de aandacht als "mandatenkampioen" bij de publicatie in het Belgisch Staatsblad van de lijst van alle beheersmandaten van politici. De meerderheid van zijn mandaten waren onbezoldigd.
Ook de traditionele antiek- en rommelmarkt in Gaasbeek wordt beheerd door een van zijn VZW's. Tevens is Van Vaerenbergh voorzitter geweest van de VZW Toerisme Pajottenland en Zennevallei.
Als oprichter van het toen enige Centrum voor Maatschappelijk Werk in Halle-Vilvoorde, het “Pajottenlands Centrum voor mensen met problemen”, werd hij na de schaalvergroting ondervoorzitter van het Centrum voor Algemeen Welzijnswerk, C.A.W. Delta (Pajottenland-West-Brabant-Denderstreek-Zenne en Zoniën).

### Politieke carrière op federaal en Vlaams niveau
Van 1989 tot 1990 was Van Vaerenbergh adjunct-kabinetschef van minister in de Vlaamse Executieve Johan Sauwens.
In april 1990 werd hij lid van de Kamer van volksvertegenwoordigers voor het arrondissement Brussel als opvolger van de plots overleden Daan Vervaet, wat hij bleef tot in 1995. In de periode mei 1990-mei 1995 had hij als gevolg van het toen bestaande dubbelmandaat ook zitting in de Vlaamse Raad. De Vlaamse Raad was vanaf 21 oktober 1980 de opvolger van de Cultuurraad voor de Nederlandse Cultuurgemeenschap, die op 7 december 1971 werd geïnstalleerd, en was de voorloper van het huidige Vlaams Parlement. Hij werkte verder aan een aantal door Vervaet gestarte ideeën of projecten, onder andere rond parken in de Groene Gordel rond Brussel, bijvoorbeeld domein Groenenberg te Vlezenbeek/Gaasbeek en bracht het oprichten van een levensgroot standbeeld voor het Brabants Trekpaard tot realisatie op het marktplein van Lennik.
Bij de eerste rechtstreekse verkiezingen voor het Vlaams Parlement van 21 mei 1995 werd hij verkozen in de kieskring Halle-Vilvoorde. Ook na de volgende Vlaamse verkiezingen van 13 juni 1999 bleef hij nog Vlaams volksvertegenwoordiger tot juni 2004. Hij werd in mei 2001 fractievoorzitter van VU-ID in het Vlaams Parlement ter vervanging van Paul Van Grembergen, die de plaats van Johan Sauwens diende in te nemen als Vlaams minister. In oktober 2001 hield de VU op te bestaan. De Vlaamse Parlementsleden van de diverse deelgroepen bleven wel bijeen in een technische fractie tot het einde van de legislatuur. Een goed jaar later, in september 2002, werd Spirit-parlementslid Herman Lauwers de nieuwe fractievoorzitter. Van september 2002 tot juni 2004 maakte hij als secretaris deel uit van het Bureau (dagelijks bestuur) van het Vlaams Parlement. Sinds 28 februari 2005 mag hij zich eresecretaris van het Vlaams Parlement noemen. Die eretitel werd hem toegekend door het Bureau van deze assemblee.
In overzichten van parlementaire initiatieven stond Van Vaerenbergh meerdere keren in de top vijf van de actiefste parlementsleden.
Vooral zette hij zich in op de domeinen welzijn, binnenlandse zaken en staatshervorming, en de situatie in zijn streek (het Pajottenland), het arrondissement Halle-Vilvoorde - (de Vlaamse Rand), waar door de dominante nabijheid van de hoofdstad nog tal van (sociale) voorzieningen schaars uitgebouwd waren, en bovendien de aandacht voor het Vlaams karakter en de taalwetten permanent actueel zijn.
Hij ijverde al vroeg voor de splitsing van het arrondissement Brussel-Halle-Vilvoorde, waarvoor hij wetsvoorstellen indiende, toen dit nog geen officieel standpunt was van alle Vlaamse partijen. Terwijl hij steeds goede contacten had met de Vlaamse Beweging, verdedigde hij ook steevast de door de VU onderhandelde stappen vooruit in de staatshervorming.
Hij ligt mee aan de basis van de Conferentie van burgemeesters en Staten-Generaal in Halle-Vilvoorde, in 2003 opgericht.
Vanuit zijn passie en expertise met betrekking tot het lokale bestuursniveau was hij steeds begaan met overlegorganen hiervoor op grotere schaal. Zo is hij lange tijd lid van de raad van bestuur en het directiecomité van de VVSG - Vereniging van Vlaamse Steden en Gemeenten geweest - na het verdwijnen van de VU overigens zowat de enige die er een lokale lijst vertegenwoordigde.
In de jaren 2000 was hij ook actief in het Congres van Lokale en Regionale Overheden van de Raad van Europa.
Ook binnen de Volksunie was hij actief in het ondersteunen van lokale mandatarissen, onder meer als voorzitter van de Vereniging Vlaamse Mandatarissen.

### Partijloopbaan binnen de Volksunie
Hij vervulde jarenlang een cruciale rol in het beheerscomité van de Volksunie.
In de laatste jaren van het bestaan van de Volksunie was hij van 1999 tot 2001 ook nationaal partijbestuurslid.
Hij was lange tijd de drijvende kracht achter de werking van het VU-arrondissement Halle-Vilvoorde.
Bij het referendum dat in 2001 besliste over de splitsing van de Volksunie (VU), was hij het enige parlementslid dat ultiem niet wilde aansluiten bij een andere of nieuwe partij (Spirit of N-VA). Hij kandideerde dus niet meer bij de Vlaamse Parlementsverkiezingen van 2004. Binnen de zogenaamde Middengroep ('Niet Splitsen') beheerde hij het deel (middelen en personeel) van de partij-erfenis van die (uiteindelijk ontbonden) derde groep. 
Sinds 2001, na het ontbinden van de Volksunie, heeft hij geen nationale partijkaart meer.